# Louis Saha
Louis Laurent Saha (Paris, 8 de agosto de 1978) é um ex-futebolista francês que atuava como centroavante.

## Carreira

### Início
Foi revelado pelo Metz em 1997. Jogou pelo clube até 2000, sendo emprestado ao Newcastle em 1999. No Newcastle jogou apenas a segunda parte da temporada 1998–99, e quando seu empréstimo terminou, voltou ao Metz e disputou mais uma temporada antes de se transferir para o Fulham em 2000.

### Fulham
Permaneceu no Fulham até 2004, onde conquistou a vaga de titular e marcou 53 gols em 117 partidas. Em 2004 foi contratado pelo Manchester United.

### Manchester United
Saha foi reserva nos dois primeiros anos no United, mas costumava entrar no decorrer das partidas. Na temporada 2006–07, o francês viria a mostrar seu potencial nos Red Devils. O centroavante titular ao lado de Wayne Rooney na época era Ruud van Nistelrooy, mas como este havia sido contratado pelo Real Madrid e a janela de transferências estava perto de fechar, o treinador Alex Ferguson decidiu apostar em Saha para formar dupla de ataque com Rooney, não se arrependendo. Saha fez uma ótima temporada e o Manchester United conquistou a Premier League. No entanto, com a chegada do argentino Carlos Tévez em 2007, e suas constantes contusões, o francês perdeu espaço na equipe e foi para o banco de reservas.

### Everton
Em 29 de julho de 2008, Saha foi contratado pelo Everton.

### Tottenham
Foi anunciado pelo Tottenham no dia 31 de janeiro de 2012. Pelos Spurs, pouco atuou e marcou três gols em nove partidas. O último foi contra o Bolton, pela Copa da Inglaterra (FA Cup).

### Sunderland
Após ser pouco utilizado no Tottenham, foi confirmada a transferência de Saha junto ao Sunderland no dia 15 de agosto de 2012, com o atacante assinando por um ano.

### Lazio
Em fevereiro de 2013, após deixar o Sunderland, acertou com a Lazio, da Itália.

### Aposentadoria
No dia 8 de agosto de 2013, aos 35 anos e devido à seguidas lesões, Saha anunciou, via Twitter, sua aposentadoria.

## Seleção Nacional
Atuou pela França Sub-21 entre 1998 e 1999. Já pela Seleção Francesa principal, disputou a Euro 2004 e a Copa do Mundo FIFA de 2006, mas foi reserva nas duas competições.

### Gols pela Seleção
| #  | Data                    | Local                                      | Adversário  | Gol marcado | Resultado | Competitição                 |
| -- | ----------------------- | ------------------------------------------ | ----------- | ----------- | --------- | ---------------------------- |
| 1. | 18 de fevereiro de 2004 | Estádio Rei Balduíno, Bruxelas, Bélgica    | Bélgica     | 2 – 0       | 2 – 0     | Amistoso                     |
| 2. | 28 de maio de 2004      | Stade de la Mosson, Montpellier, França    | Andorra     | 3 – 0       | 4 – 0     | Amistoso                     |
| 3. | 2 de setembro de 2006   | Estádio Boris Paichadze, Tiblíssi, Geórgia | Geórgia     | 1 – 0       | 3 – 0     | Eliminatórias UEFA Euro 2008 |
| 4. | 11 de outubro de 2006   | Stade Auguste Bonal, Montbéliard, França   | Ilhas Faroé | 1 – 0       | 5 – 0     | Eliminatórias UEFA Euro 2008 |

## Títulos
Fulham
- EFL Championship: 2000–01

Manchester United
- Copa da Liga Inglesa: 2005–06
- Premier League: 2006–07 e 2007–08
- Liga dos Campeões da UEFA: 2007–08